# Цицикян Анаїт Михайлівна
Цицикян Анаїт Михайлівна (вірм. Անահիտ Ցիցիկյան; 26 серпня 1926, Ленінград — 2 травня 1999, Єреван) — вірменська скрипалька і музикознавиця. Засновниця музичної археології у Вірменії. Заслужена артистка Вірменської РСР (1967).

## Біографія

### Ранні роки і навчання
Анаїт Цицикян народилась 26 серпня 1926 року в Ленінграді, Росія, в сім'ї службовців. Почала грати на скрипці з 6 років. Педагогами Анаїт були видатні музиканти Григорій Гінзбург, а пізніше проф. Цейтлін. На початку радянсько-німецької війни переїхала в Єреван. Хоча Анаїт довелось залишити Ленінград у 15 років, місто залишило великий слід на формуванні її особистості як людини і музикантки.
В 1946—1959 рр. Анаїт Цицикян була студенткою Єреванської консерваторії (клас проф. Карпа Домбаєва), отримала Сталінську стипендію. В 1954 р. закінчила аспірантуру Московської консерваторії (керівник проф. Константин Мострас).

### Концертна діяльність
Зі шкільної лави багато грала, виконувала сольні концерти, виступала з оркестром, цонцертувала також і в студентські роки. З 1961 року — солістка вірменської філармонії. Гастролювала в багатьох містах СРСР і 27 країнах світу, випустила 4 грамплатівки. Особливе місце в репертуарі Цицикян займала музика сучасних вірменських композиторів; часто вона була співавторкою, редакторкою і першою виконавицею цих творів.

### Викладацька і наукова діяльність
З 1950 року викладала в Єреванській консерваторії; заснувала і вела три нових курси лекцій: Історія і теорія смичкового мистецтва, Історія вірменського виконавства і Педпрактика. З 1982 року професор Кандидат мистецтвознавства (1970). Авторка монографії «Вірменське смичкове мистецтво», виданої в 1977 р. вірменською мовою, в 2004 році російською, яка отримала високу оцінку спеціалістів.
Зі студентських років почала займатись науково-дослідницькою діяльністю. Їй належать розвідки в області історії науки: смичкового виконавства, інструментознавства і музичної археології — області науки, засновницею якої в Вірменії вона фактично і була. З доповідями виступала на міжнародних наукових конференціях. Володіла 5 мовами: читала лекції німецькою, французькою, англійською. Багато писала і видавалась в Вірменії та за кордоном.

### Досягнення
Протягом творчої діяльності Анаїт Цицикян мала понад 1000 концертних виступів, здійснила 60 фондових записів, авторка понад 300 статей, доповідей, радіо- і телепередач.
Входила до Союзу композиторів Вірменії і Муз. Фонду СРСР, Вірменського театрального товариства, Союзу журналістів, Комітету жінок СРСР, Вірменського Товариства Культурних Зв'язків з Закордоном, Ради по комплексній проблемі «Історії світової культури» АН СРСР, Міжнародної наукової Асоціації Музична археологія («World Archaelogy») та ін.
Померла 2 травня 1999 року в Єревані.

## Пам'ять
- На пам'ять про Цицикян в 1999 році створений меморіальний фонд[3], який займається підтримкою академічної музики в Вірменії[4].
- У 2004 році на її честь була названа музична школа № 21[5].